# Geranonitrilo
El geranonitrilo o geranil nitrilo, nombre común del 3,7-dimetil-2,6-octanodienonitrilo, es un nitrilo de fórmula molecular C10H15N.
Su estructura química es semejante a la del octanonitrilo, si bien posee dos grupos metilo unidos a los carbonos 3 y 7, además de dos dobles enlaces C=C entre los carbonos 2-3 y 6-7. Debido a los dobles enlaces, el geranonitrilo se presenta en forma de dos isómeros geométricos.
Es un compuesto apreciado por sus propiedades aromáticas.

## Propiedades físicas y químicas
A temperatura ambiente, el geranonitrilo es un líquido de color amarillo con una densidad inferior a la del agua (0,853 g/cm³).
Tiene su punto de ebullición a 222 °C y su punto de fusión a -7 °C.
Es soluble en etanol, pero prácticamente insoluble en agua, en proporción de 46 mg/L.
El valor del logaritmo de su coeficiente de reparto, logP = 3,37, evidencia que es mucho más soluble en disolventes apolares —como por ejemplo el 1-octanol— que en disolventes polares.
Este nitrilo es incompatible con agentes oxidantes y reductores fuertes, así como con ácidos y bases fuertes.

## Propiedades organolépticas
El olor principal del geranonitrilo es cítrico —a limón— y metálico; olores secundarios son reminiscencias de cítricos, verde fresco, heno, fresco y floreal. Se recomienda apreciar su aroma en una disolución al 10% o inferior.
Su sabor ha sido descrito como fresco, a limón, a abronia, aldehídico, a almendro y a manzana.

## Síntesis
El geranonitrilo se puede sintetizar por la reacción entre citral y ácido acetohidroxámico empleando como catalizador Bi(OTf)3. El rendimiento con este método es del 91%.

## Usos
El uso principal del geranonitrilo es como fragancia. Sus propiedades aromáticas hacen que prolifere su uso en cosmética, siendo su estabilidad excelente en perfumes con alcohol, jabones líquidos, pastillas de jabón y champús; por el contrario es desaconsejable su utilización en pintalabios y desodorantes.
En este sentido, puede ser usado en microcápsulas, solución habitual para proteger y controlar el suministro de materiales hidrófobos; la microencapsulación de fragancias mediante polimerización por radicales libres implica la formación preliminar de una emulsión en la que una fase continua, normalmente acuosa, dispersa una fase hidrófoba que contiene la fragancia. Dicha emulsión se incorpora a productos de consumo no comestibles, de lavandería, de cuidado personal o cosméticos.
También se ha propuesto la utilización de este nitrilo en composiciones que reducen los malos olores, como por ejemplo los debidos a aminas, a tioles o a ácidos carboxílicos.
Sus propiedades organolépticas propician que también pueda ser empleado, en muy pequeñas cantidades, como ingrediente aromático en composiciones que confieren sabor a pollo a ciertos alimentos.
En otro orden de cosas, no se conoce la existencia del geranonitrilo en la naturaleza.

## Precauciones
Esta sustancia es combustible y tiene su punto de inflamabilidad a 109 °C. Puede resultar nociva si se ingiere o inhala.